# Le Chien des Baskerville (film, 1914)
Pour les articles homonymes, voir Der Hund von Baskerville et Le Chien des Baskerville (homonymie).
Pour plus de détails, voir Fiche technique et Distribution.
Le Chien des Baskerville (titre original : Der Hund von Baskerville) est un film allemand réalisé par Rudolf Meinert, sorti en 1914. 
Il s'agit de la première adaptation filmée du Chien des Baskerville d'Arthur Conan Doyle. L'intrigue conserve les grandes lignes du roman d'origine tout en y intégrant d'importantes modifications scénaristiques. Ces modifications sont dues au fait que le scénariste du film, Richard Oswald, transpose dans ce film l'intrigue de sa propre adaptation théâtrale du roman, écrite en 1907.
Le film a connu une diffusion en 1914 et 1915 dans plusieurs pays d'Europe, y compris en France malgré le contexte de la Première Guerre mondiale, ainsi qu'aux États-Unis. Les copies du film ont ensuite été détruites et le film a été considéré comme perdu. Une copie de la pellicule comprenant des intertitres en français a été retrouvée ultérieurement dans les archives du Gosfilmofond de Moscou. Le film a été restauré en 2005 par le Filmmuseum München sans pour autant être diffusé auprès du grand public. C'est seulement en 2019 que l'éditeur américain Flicker Alley a permis une numérisation en haute définition et une large diffusion de la version restaurée de 2005 en l'intégrant en « bonus » de l'édition BluRay du film Le Chien des Baskerville de 1929.
Le film a connu une suite directe en 1914 intitulée Das einsame Haus. Ces deux films ont ensuite connu d'autres suites réalisées entre 1915 et 1920. Un imbroglio juridique sur les droits d'auteurs des deux premiers films de la série a toutefois opposé les sociétés de production Projektions-AG „Union“ (PAGU) et Greenbaum-Film GmbH, descendantes directes de la compagnie Union-Vitascope dissoute fin 1914. Greenbaum-Film GmbH a réalisé quatre épisodes supplémentaires, intitulés Das unheimliche Zimmer (1915), Die Sage vom Hund von Baskerville (1915), Das Sanatorium Macdonald (1920) et Das Haus ohne Fenster (1920), mais les deux épisodes de 1915 n'ont été diffusés qu'en 1919 à cause d'un blocage de leur diffusion. La PAGU a pour sa part réalisé en 1915 sa propre suite des deux premiers films, intitulée Das dunkle Schloss, dans laquelle le personnage de Sherlock Holmes est remplacé par le détective Braun pour éviter les complications juridiques.

## Trame

### Acte 1
La légende du Chien des Baskerville est racontée dans un ouvrage dédié aux légendes familiales britanniques. Cette légende veut que depuis 1680, l'apparition d'un chien démoniaque aux environs du manoir familial présage la mort imminente d'un membre de la famille Baskerville. Un article de journal relate alors qu'un chien terrifiant a été vu et entendu aux abords du manoir. Peu après la publication de cet article, Sir Charles Baskerville est retrouvé mort. Le notaire Wibbs informe Henry Baskerville de la mort de son oncle et l'invite à venir sur les terres familiales pour récupérer son héritage. Henry Baskerville se trouve à New York. Son groom lui apporte la lettre du notaire, mais une phrase inquiétante a été rajoutée en bas de la lettre par une écriture inconnue : « Si vous tenez à votre vie, ne venez pas au manoir des Baskerville ! ». Malgré cette menace, Sir Henry décide se rendre sur les terres de ses ancêtres.
En arrivant au manoir, Henry Baskerville est accueilli par le notaire et des villageois des alentours. On lui présente Stapleton, considéré comme un ami de son oncle. Dans le salon, le notaire ouvre le testament de Sir Charles : le défunt a désigné pour seul héritier son neveu Henry Baskerville en déshéritant volontairement son second neveu, Rodger Baskerville, pour éviter que l'héritage ne tombe entre de mauvaises mains. La nouvelle est annoncée aux villageois présents sur place : l'héritier est acclamé tandis que Stapleton se montre très déçu de la nouvelle. Le soir, Stapleton écrit dans son journal personnel qu'il va préparer pour Sir Henry une mort semblable à celle de Sir Charles.
Le lendemain, Stapleton se rend dans une cachette dissimulée sous une trappe au milieu de la lande. Cette cachette contient un grand chien qu'il libère sur la lande en lui ordonnant d'attaquer Henry Baskerville, qui se promène alors à cheval dans les environs et discute avec Laura Lyons, une jeune femme qui se promène en calèche. Les chevaux, qui sentent l'arrivée du chien, prennent peur et s'agitent. Sir Henry parvient à maîtriser sa monture et sauve Miss Lyons dont la calèche est sortie de route.
De retour au manoir, Sir Henry déclare qu'il va embaucher Sherlock Holmes pour enquêter sur les étranges événements qui sont survenus : le décès de son oncle, le mystérieux message ajouté sur la lettre du notaire et l'attaque du chien. Il envoie son majordome Barrymore poster une lettre à destination du détective. Stapleton tente d'empêcher Barrymore de poster la lettre, mais celui-ci lui rétorque : « Je ne vous laisserai pas vous débarrasser de Sir Henry comme vous vous êtes débarrassé de Sir Charles », montrant à Stapleton qu'il a compris toute l'affaire. La lettre est postée mais Stapleton met ensuite le feu à la boîte aux lettres pour que le message ne parvienne pas au détective.

### Acte 2
Sir Henry et Laura Lyons sont désormais des amis intimes. Stapleton, pour sa part, décide de se faire passer pour Sherlock Holmes. Il se présente au manoir après s'être grimé au point d'être méconnaissable. Sir Henry montre au supposé détective un nouveau message mystérieux laissé à son attention sur un meuble du manoir, l'incitant à « quitter cet endroit ». Stapleton parvient alors à surprendre Barrymore en flagrant délit, tenant dans la main un message semblable au précédent. La situation semble prouver que le majordome est à l'origine des menaces dont Sir Henry fait l'objet. « J'essaie simplement de vous avertir ! » affirme Barrymore qui est néanmoins répudié par son employeur.
Au 221B Baker Street, le véritable Sherlock Holmes apprend par les journaux que le détective Sherlock Holmes, c'est-à-dire lui-même, est arrivé au manoir des Baskerville pour mener une enquête. Interloqué par cette usurpation d'identité, Holmes décide d'appeler son fidèle ami Watson par un système de communication électronique de son invention. Il lui explique l'affaire puis décide de partir au manoir pour y voir plus clair.
Au manoir des Baskerville, alors que Sir Henry organise une réception en compagnie de Miss Lyons, Stapleton parvient à s'introduire par une fenêtre et place une bombe dans le chandelier d'une pièce adjacente à la salle de réception. Le véritable Sherlock Holmes arrive à son tour au manoir et aperçoit Stapleton sauter par une fenêtre. Rejoignant la pièce dont s'est échappé le criminel, Holmes découvre l'engin explosif et appelle le maître des lieux, affirmant avec nonchalance qu'il ne reste que 20 secondes avant que le manoir explose. Sir Henry et Miss Lyons sont paniqués mais Holmes sort calmement une cigarette, prend son revolver, tire sur la mèche de la bombe qui s'en trouve coupée net, allume sa cigarette avec la mèche encore brûlante tombée à terre, puis s'en va alors que Sir Henry réconforte Miss Lyons. Au-dehors, Stapleton, caché derrière un buisson, ne comprend pas pourquoi son plan n'a pas fonctionné et revient au manoir. Se faisant passer pour Sherlock Holmes, il récupère l'engin explosif du chandelier et le confie à Sir Henry qui le jette par la fenêtre, entraînant une explosion dans le jardin. Les villageois accourent et le faux Sherlock Holmes affirme haut et fort depuis le balcon qu'il s'agissait d'une tentative d'assassinat orchestrée par Barrymore, qui vient d'être déjouée. Les villageois acclament le faux détective.

### Acte 3
Stapleton recherche une nouvelle méthode pour éliminer son cousin. Il s'agira cette fois de poison. De son côté, le véritable Sherlock Holmes rencontre Barrymore, qui prévient le détective que Stapleton a usurpé son identité et qu'il faut parvenir à l'arrêter avant qu'il parvienne à tuer le maître des lieux. Holmes et Barrymore aperçoivent alors par une fenêtre du manoir Sir Henry qui s'apprête à boire un verre que lui a tendu Stapleton. Holmes, qui comprend que le verre est probablement empoisonné, sort son revolver et tire sur le verre de Sir Henry qui explose sous ses yeux.
Holmes profite de la confusion créée pour s'introduire chez Stapleton où il découvre le journal du meurtrier, dans lequel celui-ci raconte l'ensemble de ses funestes projets. Stapleon, en arrivant devant chez lui, aperçoit Barrymore qui monte maladroitement la garde dans son jardin. Le meurtrier entre chez lui par un passage secret et déclenche un mécanisme qui prend au piège Sherlock Holmes, désormais attaché au siège sur lequel il était assis. Stapleton entre alors dans la pièce et affirme à Holmes qu'il sera sa prochaine victime. Le meurtrier active un second mécanisme : une trappe se dérobe sous les pieds du détective, l'entrainant dans un souterrain au fond duquel se trouve la cachette où est enfermé le gigantesque chien. Holmes parvient néanmoins à tuer l'animal à coups de revolver puis à s'échapper au-dehors par la trappe donnant sur la lande.
Sherlock Holmes décide alors de se faire passer pour Stapleton, puisque Stapleton se fait passer pour lui. Il se présente ainsi au manoir sous les traits de son meurtrier, allant jusqu'à saluer le véritable Stapleton qui comprend la situation mais ne peut rien faire. Le faux Stapleton demande à parler en privé au faux Sherlock Holmes. Les deux hommes se retrouvent seuls dans le salon. Holmes déclare alors au meurtrier : « Vous n'êtes pas Sherlock Holmes et vous n'êtes pas non plus Stapleton ! Vous êtes son neveu Rodger Baskerville ! », puis il brandit le journal du meurtrier et déclare « Chacun pourra désormais lire ce que vous avez fait ». Barrymore, qui s'était caché dans une armure du salon, ceinture alors Rodger Baskerville à qui Holmes passe les menottes sous les yeux ébahis de Sir Henry et Miss Lyons qui accourent et assistent à cette arrestation inattendue. Rodger Baskerville est emmené à la police sous les huées des villageois. Holmes retrouve peu après Sir Henry et Miss Lyons dans la véranda du manoir. « Que vous dois-je ? » demande Sir Henry. « N'auriez-vous pas une cigarette ? » répond simplement Sherlock Holmes.

## Fiche technique
- Titre original : Der Hund von Baskerville
- Titre français : Le Chien des Baskerville
- Réalisation : Rudolf Meinert
- Scénario : Richard Oswald, d'après le roman Le Chien des Baskerville d'Arthur Conan Doyle
- Photographie : Werner Brandes, Karl Freund
- Production : Jules Greenbaum
- Société de production : Union-Vitascope
- Sociétés de distribution : Projektions-AG Union (Allemagne), Pathé Frères (France)
- Pays de production :  Empire allemand
- Langue originale : allemand
- Format : noir et blanc — 35 mm — 1,37:1 — Muet
- Genre : Policier et horreur
- Durée : 5 bobines (4385 pieds)
- Dates de sortie : 
  - Empire allemand : 12 juin 1914
  - France 1915

## Distribution
Le personnage de Sherlock Holmes est joué dans ce film par l'acteur Alwin Neuß, qui avait déjà incarné le détective dans le court-métrage Den stjålne millionobligation / Milliontestament produit en 1910 par Nordisk Film,. Le docteur Watson apparaît brièvement lors de la séquence se déroulant au 221B Baker Street, mais le nom de l'acteur incarnant ce personnage n'est présent sur aucune notice. Pour cette raison, il est fréquent de trouver des commentaires erronés sur le film, affirmant que le docteur Watson n'apparaît pas dans cette adaptation filmée. Le film comporte de nombreux figurants jouant le rôle de villageois. Néanmoins, seuls les cinq acteurs suivants sont présents dans les notices du film :
- Alwin Neuß : Sherlock Holmes
- Friedrich Kühne : Stapleton
- Erwin Fichtner : Henry Baskerville
- Hanni Weisse : Laura Lyons
- Andreas Van Horn : Barrymore, le maître d'hôtel

## Production et sortie
Peu d'informations ont subsisté sur les circonstances ayant donné lieu à la production et à la réalisation du film. La plupart des informations disponibles sont résumées dans l'ouvrage de référence Sherlock Holmes on Screen d'Alan Barnes. Richard Oswald, scénariste du film, commence sa carrière cinématographique en 1911 et se retrouve en 1914 employé par la compagnie de production Union-Vitascope dirigée par le producteur Jules Greenbaum. L'Union-Vitascope est alors le produit très récent d'une fusion entre la compagnie Vitascope et la compagnie Projektions-AG „Union“ (PAGU). Dans ce cadre, Oswald travaille sur le scénario de deux films mettant en scène Sherlock Holmes : le court-métrage Sherlock Holmes contra Dr Mors (qui sortira en 1914) et le long-métrage Le Chien des Baskerville. La Vitascope avait déjà produit en 1910 le film Arsene Lupin contra Sherlock Holmes.
Richard Oswald avait déjà adapté le roman Le Chien des Baskerville d'Arthur Conan Doyle sous forme de pièce de théâtre en 1907, juste après la publication en 1906 de la première traduction en allemand du roman d'origine. Cette adaptation comportait certaines modifications scénaristiques majeures par rapport à l'intrigue du roman. Pour la réalisation du film de 1914, Richard Oswald reprend en grande partie l'intrigue de sa propre pièce de théâtre mais se serait également inspiré d'éléments présents dans une autre adaptation théâtrale du roman réalisée elle aussi en 1907 par Ferdinand Bonn, intitulée Der Hund von Baskerville: Schauspiel in vier Aufzügen aus dem schottischen Hochland. Frei nach Motiven aus Poes und Doyles Novellen. Les deux pièces de théâtre comportaient elles-mêmes certains points communs.
Le film est réalisé par Rudolf Meinert, qui supervisera cinq ans plus tard la production du film Le Cabinet du docteur Caligari. Les décors sont réalisés par Hermann Warm, qui participera également peu après au film Le Cabinet du docteur Caligari en créant certains de ses décors. Karl Freund participe également aux choix artistiques du film, et deviendra plus connu ultérieurement pour sa participation à de grandes œuvres cinématographiques comme Metropolis (1927), Dracula (1931) ou encore The Mummy (1932).
Le film connaît une première projection à Berlin le 12 juin 1914. Malgré le contexte de la Première Guerre mondiale, le film sort également en France en 1915 sous le titre Le Chien des Baskerville, diffusé par la Compagnie Générale des Établissements Pathé Frères Phonographes & Cinématographes. C'est également Pathé (Pathé Exchange) qui diffuse le film aux États-Unis la même année.

## Suites
Le film connaît plusieurs suites réalisées entre 1914 et 1920, n'ayant toutefois plus aucun lien direct avec l'intrigue du roman Le Chien des Baskerville d'Arthur Conan Doyle.
Das einsame Haus (ou Der Hund von Baskerville, 2. Teil — Das einsame Haus, La Maison isolée en français), sorti à Berlin le 30 octobre 1914, constitue la suite directe du film Le Chien des Baskerville. L'équipe de tournage est la même : le film est réalisé par Rudolf Meinert, scénarisé par Richard Oswald et produit par Jules Greenbaum, alors toujours directeur de l'Union-Vitascope. Les acteurs sont également les mêmes. L'intrigue démarre là où finit celle du film Le Chien des Baskerville : Stapleton (Rodger Baskerville) est incarcéré en prison mais parvient à s'échapper de sa cellule ; pour reprendre possession du manoir des Baskerville, il enferme Henry Baskerville et Laura Lyons dans une maison isolée qui donne son nom au titre du film. Aux États-Unis, les deux films Le Chien des Baskerville et Das einsame Haus ont parfois été projetés à la suite l'un de l'autre du fait de leur continuité scénaristique.
En novembre 1914, Jules Greenbaum décide de se séparer de la PAGU après 11 mois d'union avec la Vitascope, et rachète la compagnie Vitascope qu'il renomme Greenbaum-Film GmbH. Les principaux membres de l'ancienne Union-Vitascope restent au sein de la compagnie Greenbaum-Film à l'exception notable de Rudolf Meinert et de Hanni Weisse (actrice incarnant Laura Lyons). Considérant que sa compagnie reste l'héritière directe des droits sur les deux premiers épisodes produits jusqu'alors, Jules Greenbaum poursuit la production de la série Der Hund von Baskerville avec deux épisodes supplémentaires, qui sont à la fois scénarisés et réalisés par Richard Oswald. Das unheimliche Zimmer (ou Der Hund von Baskerville, 3. Teil — Das unheimliche Zimmer, L'Étrange Chambre en français) et Die Sage vom Hund von Baskerville (ou Der Hund von Baskerville, 4. Teil — Die Sage vom Hund von Baskerville, La légende du chien de Baskerville en français) sont soumis à la censure simultanément en milieu d'année 1915, mais la PAGU, qui se considère également héritière des droits de la série, parvient à faire en sorte que la censure refuse les deux films pour toute la durée de la Première Guerre mondiale. La diffusion des films est ainsi bloquée pendant plusieurs années et leur sortie en salle se fait seulement en mai 1919.
Entre-temps, la PAGU décide de réaliser sa propre suite des deux premiers épisodes de la série. Le film Das dunkle Schloss (Le sombre manoir en français) sort en août 1915 mais n'a presque aucun lien avec les épisodes précédents du fait que la PAGU ne dispose plus de l'équipe ni des acteurs présents dans les deux premiers films, à l'exception de Hanni Weisse. Le film est réalisé par Willy Zeyn. Pour éviter un blocage à cause des droits sur les deux premiers épisodes, Sherlock Holmes n'apparaît pas dans ce film et se trouve remplacé par le détective Braun incarné par Eugen Burg. Hanni Weisse incarne quant à elle la fiancée du détective Braun.
Après la Première Guerre mondiale, Jules Greenbaum décide de poursuivre la série avec deux épisodes supplémentaires, intitulés Das Sanatorium Macdonald (Le Sanatorium Macdonald en français) et Das Haus ohne Fenster (La Maison sans fenêtre), qui sortent tous deux en 1920 et constituent les cinquième et sixième épisodes de la série. L'équipe d'origine n'est toutefois plus disponible : Richard Oswald a quitté la compagnie Greenbaum-Film en 1915 et Alwin Neuß a mis un terme à sa carrière d'acteur pour devenir réalisateur. Greenbaum fait dès lors lui aussi appel à Willy Zeyn pour la réalisation de ces deux épisodes et à Erich Kaiser-Titz pour incarner Sherlock Holmes. On retrouve Hanni Weisse dans le rôle de Lady Baskerville et Erwin Fichtner dans le rôle de Sir Henry Baskerville. La sortie de ces deux derniers films n'a pas été bloquée par la PAGU.
|                                              |                                   |                                   |                                   | (1) Der Hund von Baskerville (1914) |                                   |  |  |                                  |                                  |                                  |                                  |                                  |                                  |  |  |  |  |  |  |  |  |  |  |  |  |  |  |
|                                              |                                   |                                   |                                   |                                     |                                   |  |  |                                  |                                  |                                  |                                  |                                  |                                  |  |  |  |  |  |  |  |  |  |  |  |  |  |  |
|                                              |                                   |                                   |                                   | (2) Das einsame Haus (1914)         |                                   |  |  |                                  |                                  |                                  |                                  |                                  |                                  |  |  |  |  |  |  |  |  |  |  |  |  |  |  |
|                                              |                                   |                                   |                                   |                                     |                                   |  |  |                                  |                                  |                                  |                                  |                                  |                                  |  |  |  |  |  |  |  |  |  |  |  |  |  |  |
|                                              |                                   |                                   |                                   |                                     |                                   |  |  |                                  |                                  |                                  |                                  |                                  |                                  |  |  |  |  |  |  |  |  |  |  |  |  |  |  |
| (3) Das unheimliche Zimmer (1915)            | (3) Das unheimliche Zimmer (1915) | (3) Das unheimliche Zimmer (1915) | (3) Das unheimliche Zimmer (1915) | (3) Das unheimliche Zimmer (1915)   | (3) Das unheimliche Zimmer (1915) |  |  | (3bis) Das dunkle Schloss (1915) | (3bis) Das dunkle Schloss (1915) | (3bis) Das dunkle Schloss (1915) | (3bis) Das dunkle Schloss (1915) | (3bis) Das dunkle Schloss (1915) | (3bis) Das dunkle Schloss (1915) |  |  |  |  |  |  |  |  |  |  |  |  |  |  |
| (3) Das unheimliche Zimmer (1915)            | (3) Das unheimliche Zimmer (1915) | (3) Das unheimliche Zimmer (1915) | (3) Das unheimliche Zimmer (1915) | (3) Das unheimliche Zimmer (1915)   | (3) Das unheimliche Zimmer (1915) |  |  | (3bis) Das dunkle Schloss (1915) | (3bis) Das dunkle Schloss (1915) | (3bis) Das dunkle Schloss (1915) | (3bis) Das dunkle Schloss (1915) | (3bis) Das dunkle Schloss (1915) | (3bis) Das dunkle Schloss (1915) |  |  |  |  |  |  |  |  |  |  |  |  |  |  |
| (4) Die Sage vom Hund von Baskerville (1915) |                                   |                                   |                                   |                                     |                                   |  |  |                                  |                                  |                                  |                                  |                                  |                                  |  |  |  |  |  |  |  |  |  |  |  |  |  |  |
|                                              |                                   |                                   |                                   |                                     |                                   |  |  |                                  |                                  |                                  |                                  |                                  |                                  |  |  |  |  |  |  |  |  |  |  |  |  |  |  |
| (5) Das Sanatorium Macdonald (1920)          |                                   |                                   |                                   |                                     |                                   |  |  |                                  |                                  |                                  |                                  |                                  |                                  |  |  |  |  |  |  |  |  |  |  |  |  |  |  |
|                                              |                                   |                                   |                                   |                                     |                                   |  |  |                                  |                                  |                                  |                                  |                                  |                                  |  |  |  |  |  |  |  |  |  |  |  |  |  |  |
| (6) Das Haus ohne Fenster (1920)             |                                   |                                   |                                   |                                     |                                   |  |  |                                  |                                  |                                  |                                  |                                  |                                  |  |  |  |  |  |  |  |  |  |  |  |  |  |  |

## Préservation et restauration
La seule copie connue du film Le Chien des Baskerville (sans l'ensemble de ses suites) est conservée au Gosfilmofond de Moscou. Il s'agit d'une copie complète du film comportant des intertitres en français. En 2005, cette copie a été restaurée par le Filmmuseum München. La restauration s'est accompagnée d'une traduction des intertitres en allemand, de l'ajout de certains intertitres perdus dans la version du Gosfilmofond et d'une colorisation des scènes en accord avec les instructions mentionnées sur la bobine sur film.
La version restaurée a été projetée en Allemagne le 30 juillet 2005. Une édition du film sur DVD avait initialement été annoncée par l'éditeur allemand Edition Filmmuseum, mais n'a finalement jamais été réalisée. Le film est donc resté inaccessible au grand public au cours des années suivantes. La version restaurée par le Filmmuseum München a finalement été numérisée en haute définition et a connu une discrète sortie sur support BluRay en 2019 en bonus de l'édition du film Le Chien des Baskerville de 1929 réalisée par l'éditeur américain Flicker Alley. La version restaurée du film diffusée par Flicker Alley dure une heure et cinq minutes.
Selon la fiche du film sur le site Silent Era, mise à jour pour la dernière fois en 2013, le détenteur des droits du film est la Fondation Friedrich Wilhelm Murnau, fondation détenue par l'État allemand. 

## Analyse
Le livret de l'édition BluRay du film comporte un article d'analyse du film rédigé par Stefan Drössler, historien du cinéma muet et directeur du Filmmuseum München. Dans cet article, l'historien explique que le film Le Chien des Baskerville de 1914 faisait partie de la catégorie des « Sensationsfilme » (films à sensation) alors populaires dans l'Empire allemand, composés d'une intrigue alliant mystère, action et enquête tout en faisant la part belle aux cascades et aux rebondissements. « Au début des années 1910, ces films et leurs nombreuses suites formaient le gros de la production [cinématographique] allemande, mais de nos jours la plupart de ces films sont perdus » explique-t-il. Selon lui, le film Le Chien des Baskerville se distingue néanmoins au sein de sa catégorie du fait qu'il intègre également une dimension d'ironie et de nonchalance dans l'attitude du personnage de Sherlock Holmes, ce que Stefan Drössler compare au style ultérieur du personnage de James Bond au cinéma.
Le film étant principalement adapté de la pièce de théâtre éponyme de Richard Oswald, plusieurs éléments du scénario sont infidèles par rapport à l'intrigue du roman d'origine, mais sont en revanche fidèles à la pièce de théâtre dont ils sont adaptés. Parmi les ajouts théâtraux portés à l'écran se trouvent notamment la présence d'une bombe dans le salon du manoir des Baskerville, la présence de divers passages secrets ou encore la présence d'un personnage caché dans une armure qui s'anime soudainement en créant la surprise des spectateurs.
Un article d'analyse publié en 2019 sur le site PopMatters souligne que le personnage de Stapleton est ici presque immédiatement désigné comme le meurtrier de Sir Charles, alors que cet élément constitue la révélation finale du roman d'origine. Le fait que Stapleton apparaisse comme un « maître du déguisement » serait directement inspiré des aventures de Fantômas portées à l'écran par Louis Feuillade en 1913-1914, et le fait que Stapleton espionne Sherlock Holmes en étant caché derrière un buste de Napoléon serait un clin d'œil au Professeur Moriarty, adversaire de Sherlock Holmes désigné comme le « Napoléon du crime » dans la nouvelle Le Dernier Problème. L'auteur de l'article souligne également que Sherlock Holmes n'emploie pas dans ce film ses célèbres « pouvoirs de détective » du fait qu'il est entièrement guidé par Barrymore dans son enquête et que son rôle est surtout celui d'un homme d'action déjouant à plusieurs reprises les plans de Stapleton dans un style également comparé à celui de James Bond.
On notera plus généralement au sujet de l'intrigue du film que Sherlock Holmes mène ici la totalité de l'enquête au manoir alors qu'il s'agit principalement d'une enquête du docteur Watson dans le roman d'origine. Sir Henry s'éprend ici de Laura Lyons et non de Beryl Stapleton (qui n'apparaît pas dans le film). Enfin, Barrymore joue ici un rôle plus important que dans le roman d'origine en étant au courant de la culpabilité de Stapleton et en aidant Sherlock Holmes dans son enquête. Le personnage de Barrymore constitue en réalité une fusion entre deux personnages du roman : Barrymore lui-même (le maître d'hôtel) et Beryl Stapleton (qui tente d'avertir Sir Henry du danger qu'il court).